# Ремезов, Семён Ульянович
Семён Улья́нович Ре́мезов (1642, Тобольск, Русское царство — после 1721, там же) — с 1682 года на государственной службе, первоначально сборщиком налогов, позднее, в «розборной» книге 1689 года он аттестуется как опытный чертёжник, знаменитый картограф, архитектор, строитель, историк, художник, писатель
.
В историю России Ремезов вошёл прежде всего как изограф Сибири. Им составлены три рукописных, сохранившихся до наших дней, атласа — «Хорографическая чертёжная книга», «Чертёжная книга Сибири 1701 г.», издана факсимильно: Чертёжная книга Сибири, составленная тобольским сыном боярским Семёном Ремезовым в 1701 г. В 2-x томаx. 2-е доп. издание. Тобольск, Фонд «Возрождение Тобольска», 2007,
и «Служебная чертёжная книга», издана факсимильно: Служебная чертёжная книга. Факсимиле рукописи, xранящейся в Российской национальной библиотеке, Санкт-Петербург, Отдел рукописей, Эрмитажное собрание, № 237. 338 с., Тобольск, Фонд «Возрождение Тобольска», 2006.
Все они являются зарегистрированными памятниками русской истории.

## Биография
Семён Ульянович Ремезов, уроженец Тобольска, принадлежал к социальной категории детей боярских. И дед, и отец его были тобольскими служилыми людьми. Его брат Никита служил в Тобольске в детях боярских. Отец на момент рождения Семёна был стрелецким сотником. Семён в 1668 году начал государеву службу рядовым казаком в Ишимском острожке (состоя под командой своего отца Ульяна Ремезова). 
В 1670 году отец попал в опалу за «угождение и заушничество» тобольскому воеводе Петру Годунову, и был сослан в город Берёзов. В 1682 году Семён Ульянович за усердие по службе получает, наконец, звание сына боярского и переводится в родной Тобольск, поступая на государеву службу. К тому времени Семён Ремезов имел уже трёх сыновей — Леонтия, Семёна и Ивана.
Деятельность С. У. Ремезова необычайно разнообразна. Он принимал участие в отражении набегов кочевых племён с территории современного Казахстана, в столкновениях с немирными вогуличами и татарами, собирал ясак, основывал новые сёла, проводил перепись населения. В 1689 году Ремезов аттестуется тобольским воеводой А. П. Головиным как опытный чертёжник. В 1693 году пробует силы в иконописи. В 1695 году Ремезов разработал эмблемы для семи полковых знамён, а потом на свои деньги изготовил и сами знамёна. Возможно, некоторые из них хранятся среди тех, которые были присланы в Москву из Тобольска в начале XIX века и до недавних пор были известны как «знамёна Ермака».
Ремезов стал архитектором и начальником строительства единственного каменного Кремля на территории Сибири, в своём родном городе Тобольске. Для этого он был в 1697 году, вместе с сыном Семёном Ремезовым-младшим, предварительно командирован в Москву. В Сибирском приказе Ремезов познакомился с богатым картографическим материалом, в Оружейной палате обучался «строению каменных дел». В конце 1698 года Ремезов выехал в Тобольск, получив приказ «быть у всего каменного строения». Он составил чертежи каменных укреплений города, рассчитал смету работ, лично руководил строительством. Попутно он занимался поисками извести, обеспечивал добычу глины, возведение печей для обжига кирпичей и их производство, отвечал за снабжение рабочих, поставки деревянных свай, искал высококачественный песок и бутовый камень. В 1697 году составил чертёж реки Ницы.
Семёна Ремезова всегда интересовали драматические события присоединения Сибири. Свои наработки по данному предмету он изложил в богато иллюстрированной Ремезовской летописи, состоящей из «Истории Сибирской» и «Летописи Сибирской краткой Кунгурской». Вторую часть в историографии иногда именуют и «Ремезовской летописью» (часть как целое), и «Тобольской летописью», и «Краткой Сибирской летописью», ну и конечно же, «Летописью Кунгурской». Предполагают, что это анонимное сочинение было обретено Ремезовым в 1703 году, в Кунгуре. Ремезов — автор сочинений «О грани и межах всей Сибири», «Уподобление Сибирские страны», «Описание Сибири», «Переписная Тобольская книга» (1710) и других. Историко-топонимические и этнографо-географические проблемы происхождения народов Сибири рассмотрены Ремезовым в «Описании о сибирских народах и граней их земель» (1697-1698).
В 1703 году Ремезов, вместе с сыном Леонтием, составляет «Чертёж земли Кунгурского города», с целью облегчить проведывание водных путей для перевозки уральского железа в центральные области страны. Поэтому здесь Ремезов особое внимание обращает на водные пути — реки, и даёт им подробную характеристику. Однако, он не упускает из виду и прочие элементы природной и хозяйственной характеристики — на чертеже подробно показаны растительность и рельеф Кунгурского уезда. В ходе командировки 1703 года Ремезов исследовал Кунгурскую пещеру. И в Кунгуре же сделал он ценнейшую библиографическую находку…
В 1711 году в Тобольск прибыл первый Сибирский губернатор князь М. П. Гагарин — даровитый и честолюбивый администратор. Он придавал огромное значение обороноспособности Сибири и её столицы. Именно при Гагарине по чертежам Ремезова были построены важнейшие административные здания города Тобольска: Приказная палата, Гостиный двор; он разработал также и образцовый проект каменного дома для массовой частной застройки. В Тюмени, в Троицком монастыре по проекту Ремезова построена Петропавловская церковь. Он составил не только планы казённого металлургического Каменского завода, но также чертежи производимых на нём артиллерийских орудий и ядер. Он занялся даже поисками селитры и созданием порохового завода. В 1712—1714 годах в Тобольске над Прямским взвозом были заложены Дмитровские (Дмитриевские) ворота кремля. Которые мыслились Ремезовым как триумфальная арка памяти Ермака и других покорителей Сибири. Через год началось строительство каменных стен и башен Малого города. На строительстве кремлёвских стен были, по распоряжению Гагарина, задействованы тысячи пленных шведов (среди них имелись талантливые инженеры). В Тобольске тогда появились первые мостовые. Возведена была «рентерея» — казначейство.
Бытует предание о том, что Гагарин намеревался отделить Сибирь от России и создать самостоятельное королевство. Об этом писал в своих мемуарах пленный швед Страленберг. П. А. Словцов в книге «Историческое обозрение Сибири» (Москва, 1838) сообщает, что «Гагарин злоумышлял отделиться от России, потому что верно им водворены в Тобольске вызванные оружейники, и началось делание пороха». А «деланием пороха», как указано выше, лично руководил Ремезов. Гагарин также сформировал специальный полк, состоявший в основном из пленных шведов. О том, что истинной причиной опалы и казни Гагарина был замышляемый им мятеж, пишет также в «Записках» П. В. Долгоруков.
11 января 1719 года Гагарина уволили от должности губернатора, с приказом держать его под караулом. В Сибирь был отправлен майор Лихарев с поручением собрать сведения о злоупотреблениях Гагарина. В поисках сокровищ, Лихарев перерыл «рентерею» и другие здания Тобольского кремля — но ничего не нашёл. Тем не менее, Лихарев составил подробный реестр гагаринских нарушений, в котором были: занижение реальных доходов губернии, взятки за винный и пивной откуп, вымогательства, угрозы купцам, присвоение казённых средств и т. д. Гагарин пытался просить заступничества у Меншикова и царицы. 17 февраля 1721 года были даны указы о пытании и допросе людей Гагарина и о конфискации всех деревень, пожалованных ему. 11 марта 1721 года было велено допросить Гагарина и пытать его. 14 марта 1721 года сенаторы князь А. Меншиков, граф Ф. Апраксин, граф Г. Головкин, граф И. Мусин-Пушкин, П. Толстой, граф А. Матвеев, князь Д. Голицын, князь Д. Кантемир, барон Шафиров приговорили князя Гагарина к смертной казни — за «злоупотребления власти и упорство в скрытии пособников». Из последнего можно заключить, что князь Гагарин мужественно перенёс все пытки — и никого не выдал. Не пострадал по делу Гагарина и Семён Ремезов — если не соратник и не пособник губернатора, то, во всяком случае, «человек из его ближнего круга». 16 марта 1721 года князь Гагарин был повешен под окнами Юстиц-коллегии в Санкт-Петербурге в присутствии царя, придворных и своих родственников. Ремезов в это время, предположительно, работал над фортификацией Омска.
Последние известия о Ремезове относятся к 1720—1721 годам, тогда с ним встречались в Тобольске немецкий учёный и путешественник Д. Г. Мессершмидт и пленный шведский офицер Филипп Табберт-Страленберг. Год и причина смерти С. Ремезова неизвестны. Скорее всего, как пишет Л. Н. Мартынов, он «сгорел» на работе.

## Хорографическая книга Сибири (1697—1711)
История этой книги противоречива и во многом не ясна, — хотя книга и посвящена Петру I, вручена она ему не была. Оригинал «Хорографической книги» был обнаружен в Архиве древних актов лишь в начале XX века. Долгие годы книгу считали утерянной, но в 1958 году рукопись появилась в виде фототипического издания («Атлас Сибири», Амстердам, чёрно-белое, подготовлено к выпуску Л. С. Багровым) — подлинник атласа, вывезенный историком Л. С. Багровым из России в 1918 году. С 1956 года и по настоящее время хранится в Библиотеке Хоутона (Houghton Library) Гарвардского университета.
С середины 1990 годов исследователи всё чаще обращаются к отдельным листам «Хорографической книги», заключающим ценнейшую информацию по картографии, истории, археологии и этнографии населения Сибири. Особое внимание этнографов и археологов к первому атласу Сибири обусловлено в первую очередь тем, что «Хорографическая чертёжная книга» в определённой степени служит более полноценным источником, чем некоторые чертежи двух других атласов Ремезова, поскольку далеко не все важные сведения, которые содержатся в её чертежах, изготовленных в более крупном масштабе, вместились в их мелкомасштабные карты. Отсутствуют в них и отдельные чертежи, имеющиеся только в «Хорографической чертёжной книге».
После 12-летних переговоров с библиотекой Гарвардского университета общественному фонду «Возрождение Тобольска» удалось получить согласие на реставрацию и сканирование рукописи С. Ремезова для последующего издания. В 2011 году Общественный фонд «Возрождение Тобольска» издал факсимильное издание первого географического атласа Сибири ограниченным тиражом в 600 экземпляров .
К изданному атласу прилагается полный текст диссертации доктора исторических наук Л. А. Гольденберга «С. У. Ремезов и картографическое источниковедение Сибири второй половины XVII — начала XVIII вв». Перевод рукописи XVII века и подготовка текста к изданию осуществлены заведующим отделом картографии Исторического музея, кандидатом географических наук В. Э. Булатовым.
Хорографическая книга Ремезова позволяют изучить и лучше понять расселение народов по рекам Иртыш, Тобол, Обь, Томь и др. Идентифицировать расположение древних  урочищ, острогов и городищ, забытых и покинутых много веков назад. Одним из таких мест является чертёж Кучумова городища, которое Ремезов посетил совместно с дворянином В. Турским, дьяком М. Маскиным и подьячим В. Коряковым летом 1703 года.

## Чертёжная книга Сибири (1699—1701)

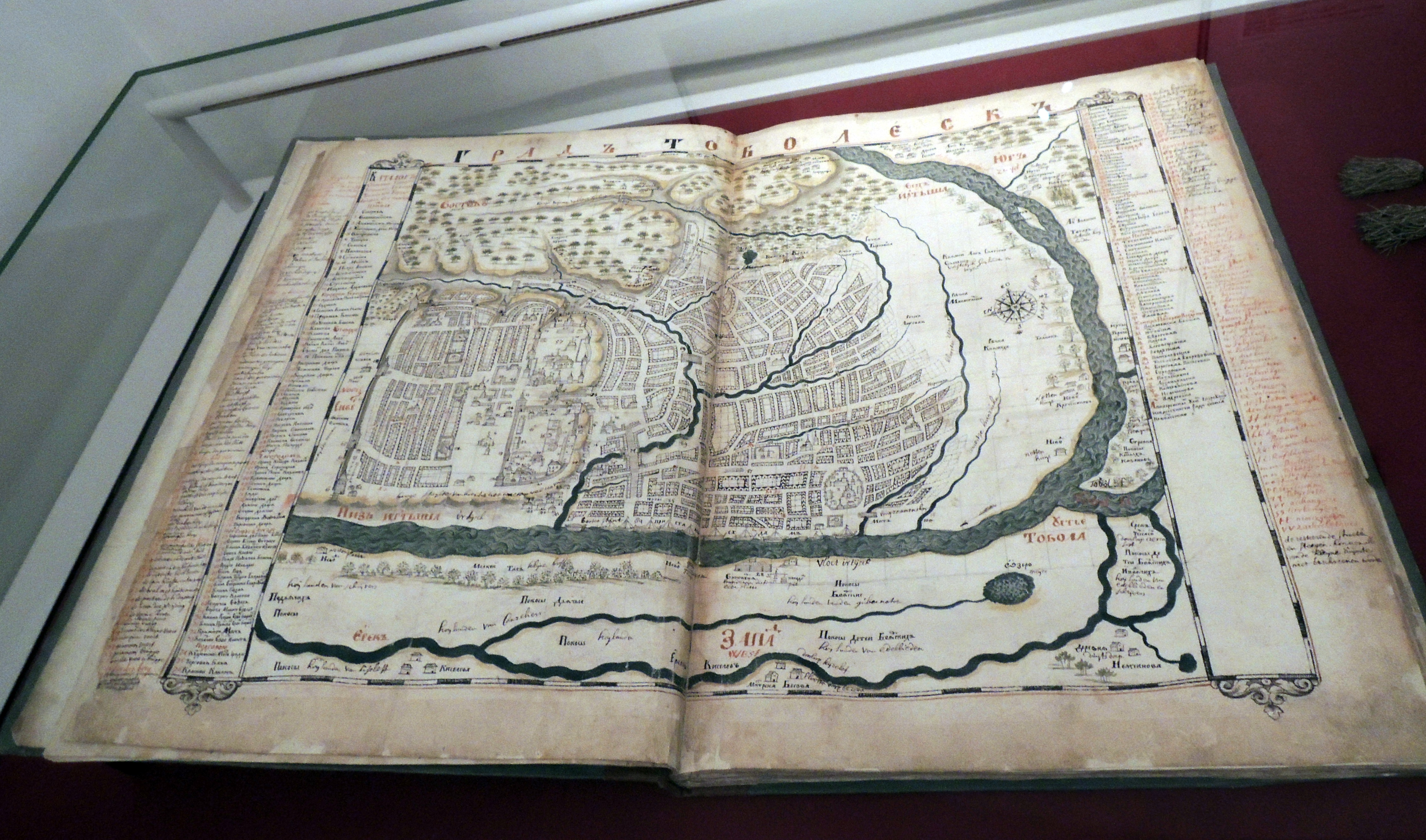
Чертежная книга Сибири

Рукописная «Чертёжная книга Сибири» — рукописный географический атлас, произведение донаучного периода русской картографии, итоговая работа XVII века. В 1695 году С. Ремезов снял копии с присланных в Москву из Сибири карт и создал ряд оригинальных чертежей. В 1696—1697 годах в Тобольске, Иркутске и других городах были составлены чертежи разных частей Сибири. Чертежи Западной Сибири и атлас сибирских рек составил сам Ремезов. В 1699—1701 годах он же с тремя сыновьями создал «Чертёжную книгу Сибири», состоявшую из предисловия и 23 чертежей большого формата, охватывающих всю территорию Сибири и отличающихся обилием и детальностью сведений. Чертежи не имели градусной сетки, масштаба и произвольную ориентацию. Верх чертежей имел надпись «юг». Атлас подводит итог накопившемся к тому времени географических представлений и знаний. Первое научное издание «Чертёжной книги Сибири» было сделано Археографической Комиссией в 1882 году в Санкт-Петербурге.
К 300-летию создания атласа дирекция и научные сотрудники Российской государственной библиотеки совместно со специалистами Федеральной службы геодезии и картографии России было решили осуществить его факсимильное издание. Для реализации проекта потребовалось около трёх лет работы группы специалистов — географов, историков, художников и полиграфистов. В 2003 году тираж двухтомника «Чертёжной книги Сибири» был выпущен в свет Фондом «Возрождение Тобольска» тиражом 1000 экз., отпечатанных в Италии.
Когда выяснилось, что качество изображений страниц оригинала оказалось низким и не всегда соответствовало оригиналам, Общественный благотворительный фонд «Возрождение Тобольска» своими силами осуществил переподготовку второго издания «Чертёжной книги Сибири».
Всего Общественному благотворительному фонду «Возрождение Тобольска» удалось за десятилетие выпустить факсимильно все известные рукописные работы Ремезова:
- в 2003/2007 — Чертёжную книгу Сибири;
- в 2006 — Ремезовскую летопись. Факсимиле рукописи, xранящейся в Библиотеке Российской Академии наук, Санкт-Петербург, Отдел рукописей, 16.16.5. 80 л.(ISBN 5-98178-015-0);
- в 2006 — Служебную чертёжную книгу. Факсимиле рукописи, xранящейся в Российской национальной библиотеке, Санкт-Петербург, Отдел рукописей, Эрмитажное собрание, № 237. 338 с.;

а также ныне практически недоступные:
- в 2008 — лист с изображением общего чертежа Сибири, из собрания РГО, который до недавнего времени экспонировался в «Петровской галерее» Эрмитажа в СПб;
- в 2011 — Хорографическую чертёжную книгу Сибири, из коллекции Л. С. Багрова, ныне в Библиотеке Хоутона Гарвардского университета, г. Бостон (США).

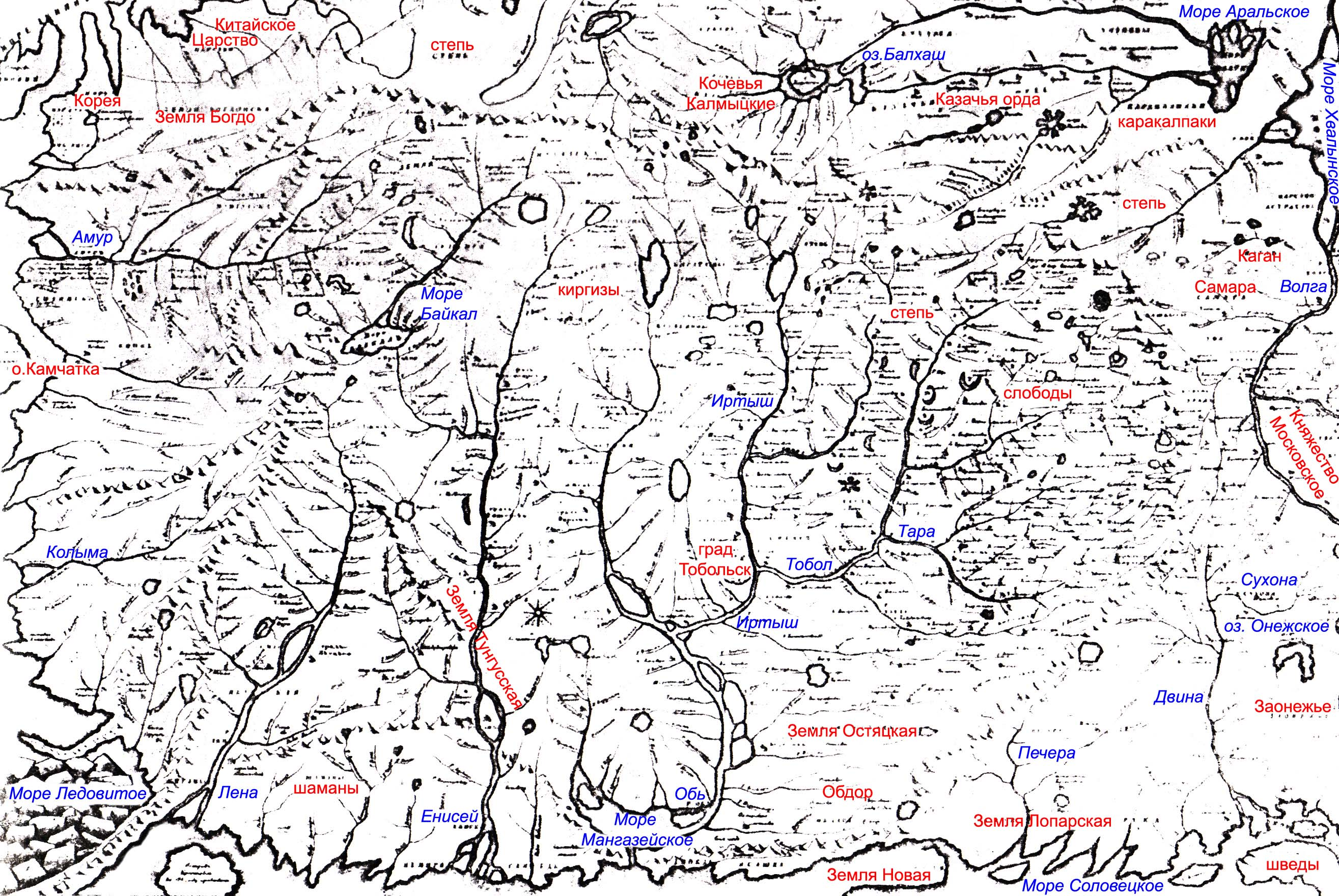
«Чертёж всех сибирских градов и земель» из атласа Семёна Ремезова, составленного в 1701 году. Чертёж ориентирован на юг (юг — вверху). На юго западе — озеро Балхаш, море Аральское и Хвалынское (Каспийское). На севере — «земля Лопарская», «Море мангазейское» (Обская губа). На востоке — «остров Камчатка», южнее — река Амур с притоками. В юго-восточном углу карты за китайской стеной — «Китайское царство»

В книге представлены территории вокруг следующих городов:
- Тобольск;
- Тара;
- Тюмень;
- Туринск;
- Верхотурье;
- Пелым;
- Берёзово;
- Сургут;
- Нарым;
- Томск;
- Кузнецк;
- Мангазея;
- Енисейск;
- Красноярск;
- Илимск;
- Якутск;
- Иркутск;
- Нерчинск.

## Служебная чертежная книга (1702 — 1730)
Подлинник рукописной «Книги служебной чертёжной, писал Семён Ремезов с детьми» хранится в отделе рукописей Российской национальной библиотеки (Эрмитажное собрание № 237) и представляет собой огромное собрание карт и чертежей, а также эскизов, проектов и текстов автобиографического характера, созданных в конце XVII — начале XVIII веков. Служебная чертёжная книга и Ремезовская летопись были приобретены Г. Ф. Миллером в Тобольске в 1734 году, во время первой Сибирской Академической экспедиции и доставлены в Петербург. Спустя 10 лет Ремезовская летопись была передана в Библиотеку Академии наук, где и хранится поныне. Служебная чертёжная книга первоначально хранилась в Эрмитажной библиотеке, а затем поступила в Публичную библиотеку (ныне РНБ). После долгих лет забвения, в 1911 году на неё обратил внимание хранитель рукописного отдела Публичной библиотеки И. А. Бычков. Позже её изучением занимались А.И. Андреев и Л. А. Гольденберг.
В 2006 году вышло издание в четырёх томах, содержащее книги Ремезова «История Сибирская» и «Служебная чертёжная книга». В этом издании собран материал по истории и географии Сибири, истории строительства Тобольского кремля, а также биографические сведения о семье Ремезовых. В этом издании «Книга служебная чертёжная» представляет собой факсимильное воспроизведение рукописного собрания служебных карт сибирских земель и городов, чертежей, планов вместе с эскизами, проектами и текстами автобиографического и подготовительного характера, каждая из 154 статей рукописи сопровождается иллюстрациями с переводами рукописей на современный русский язык, научно-справочными материалами и исследованиями, выполненными новосибирскими учёными Е. И. Дергачевой-Скоп и В. Н. Алексеевым. Издание напечатано в итальянском городе Верона.

## Память

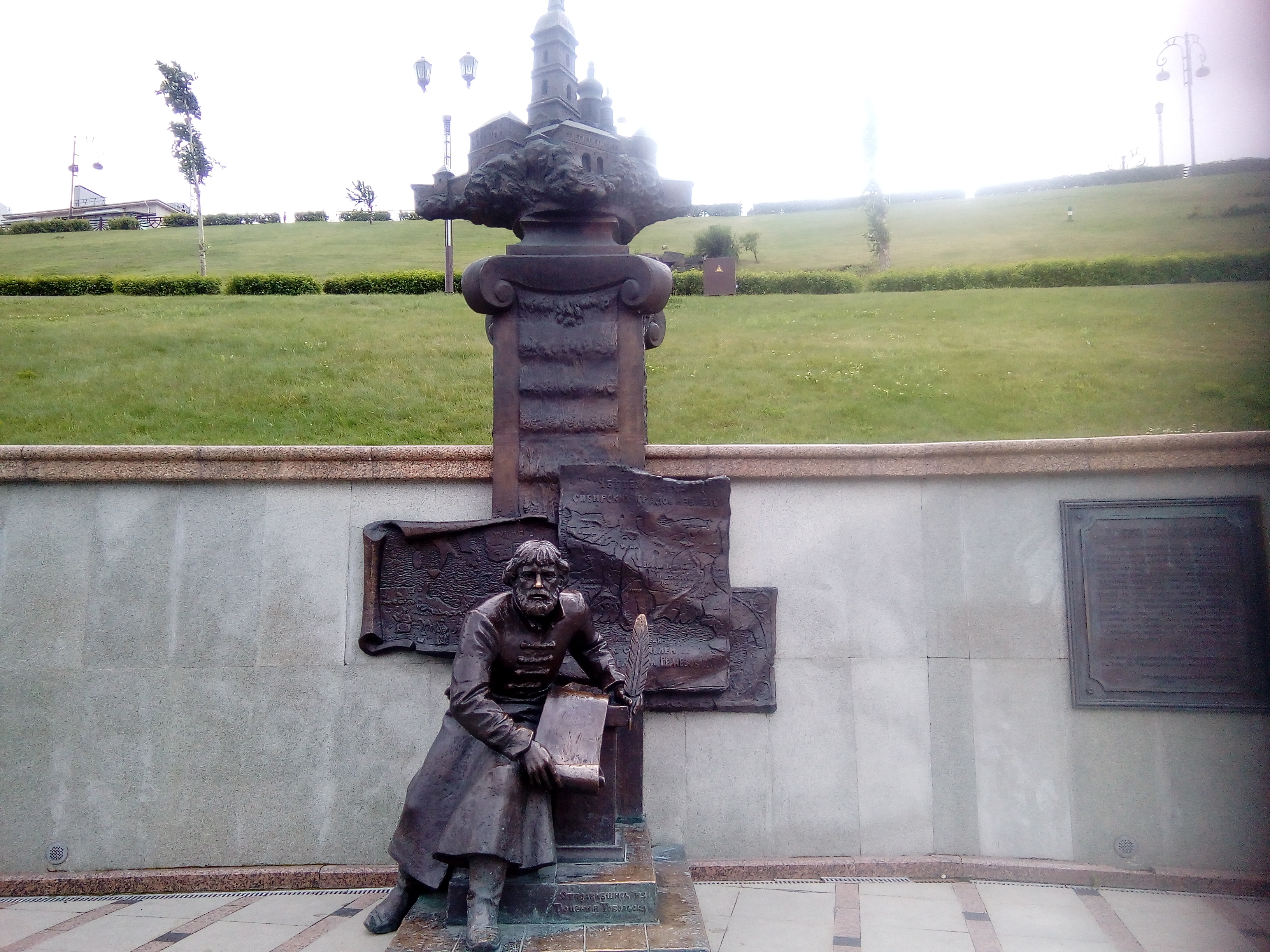
Скульптура «Сибирские картографы» на набережной Тюмени, созданная в 2010 году. На ней изображён Семён Ульянович Ремезов и главный труд его жизни — «Чертёжная книга Сибири».

- По архитектурным проектам Ремезова строились Гостиный двор,  Рентерея и Приказные палаты Тобольского кремля.
- Петропавловская церковь в Троицком Тюменском монастыре построена по проекту Ремезова[29].
- В 1992 году к 350-летию Ремезова в его честь в Тобольске названы Площадь Семёна Ремезова и Улица Ремезова, установлена мемориальная доска на здании гостиницы «Сибирь», а также отчеканена памятная медаль[30].
- 1993 год — памятник в Тобольске, скульптор О. К. Комов[31].
- С 2002 года проводятся «Ремезовские чтения». Е. И. Дергачёва-Скоп — крупнейший исследователь творчества С. У. Ремезова.
- 2010 год — памятник в Тюмени, автор проекта И. Г. Минулин[32].
- 2010 год — в Тюмени открылся отель «Ремезов»[33].
- 2021 год — в Тобольске именем Ремезова назван новый аэропорт.

## Образ в культуре
- Семён Ремезов — один из главных героев в романе А. В. Иванова «Тобол» 2017 года и снятого в 2018 году по этому роману одноимённого фильма.
- С. Ремезов действует в романе Александра Родионова «Князь-раб», вышедшего в 2006 году.
- Юрасова М. Любовь и подвиг беззавистно. / Мария Юрасова. — 1969.
- Семён Ремезов — главный персонаж романа З. Тоболкина «Зодчий».